# Józef Baka

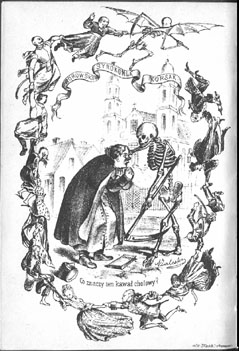
Illustration från en 1800-talsutgåva av Bakas verk.

Józef Baka (litauiska: Juozapas Baka), född 18 mars 1707 i Litauen, död 2 juni 1780 i Warszawa, var en polsk jesuit och poet.
Baka har traditionellt ett mycket dåligt anseende i den polska litteraturhistorien och hans namn har ofta uppfattats som liktydigt med dålig versmakare i allmänhet, men hans verk har sedermera delvis kommit att omvärderas. Mest bekant är hans lärodikt Betraktelser över den oundvikliga, allom gemensamma döden, som ironiskt citerades av Adam Mickiewicz i "Herr Tadeusz".